# 黎孟闥
黎孟闥（越南语：／，1944年4月15日—）法名釋智超（越南语：／），越南佛教法師，歷史學者。美國威斯康辛大學哲學博士，越南萬行大學教授。精通超過15種語言，對越南歷史和佛教傳播史有許多發明和新見。
黎孟闥杯葛越南政府的宗教政策，於1984年與釋慧士等人一併被捕，以“擁護包庇反革命行動，推翻社會主義制度”的罪名入獄，1998年獲釋。近年來與當局關係緩和，2012年起任官方的越南佛教會第7任執行理事會常委。